# دوك واتسون (لاعب كرة قاعدة)
دوك واتسون (بالإنجليزية: Doc Watson)‏ هو لاعب كرة قاعدة أمريكي، ولد في 30 يناير 1885 في مقاطعة كارول في الولايات المتحدة، وتوفي في 30 ديسمبر 1949 في سان دييغو في الولايات المتحدة.

## وصلات خارجية
- دوك واتسون على موقع دوري كرة القاعدة الرئيسي (الإنجليزية)
- دوك واتسون على موقعبيزبول رفرنس.كوم (الدوري الرئيسي) (الإنجليزية)
- دوك واتسون على موقعبيزبول رفرنس.كوم (الدوري الثانوي) (الإنجليزية)